# Chlotrudis Award de la meilleure actrice dans un second rôle
Le Chlotrudis Award de la meilleure actrice dans un second rôle (Chlotrudis Award for Best Supporting Actress) est une récompense cinématographique américaine décernée depuis 1995 par la Chlotrudis Society for Independent Film lors de la cérémonie annuelle récompensant les meilleurs films indépendants internationaux.

## Palmarès

### Années 1990
- 1995 : Dianne Wiest pour le rôle de Helen Sinclair dans Coups de feu sur Broadway (Bullets Over Broadway)
  - Kirsten Dunst pour le rôle de Claudia dans Entretien avec un vampire (Interview with the Vampire) et pour le rôle d'Amy March (jeune) dans Les Quatre Filles du docteur March (Little Women)
  - Sarah Peirse pour le rôle de Honora Parker dans Créatures célestes (Heavenly Creatures)
  - Kristin Scott Thomas pour le rôle de Fiona dans Quatre mariages et un enterrement (Four Weddings and a Funeral)
  - Brooke Smith pour le rôle de Sonya dans Vanya, 42e rue (Vanya on 42nd Street)
  - Uma Thurman pour le rôle de Mia Wallace dans Pulp Fiction
- 1996 : Mira Sorvino pour le rôle de Linda Ash dans Maudite Aphrodite (Mighty Aphrodite)
  - Illeana Douglas pour le rôle de Janice Maretto dans Prête à tout (To Die For)
  - Jennifer Jason Leigh pour le rôle de Selena St. George dans Dolores Claiborne
  - Fiona Shaw pour le rôle de Mrs. Croft dans Persuasion
  - Elizabeth Spriggs pour le rôle de Mrs. Jennings dans Raison et Sentiments (Sense and Sensibility)
- 1997 : (ex æquo)
  - Juliette Binoche pour le rôle de Hana dans Le Patient anglais (The English Patient)
  - Mary Tyler Moore pour le rôle de Pearl Coplin dans Flirter avec les embrouilles (Flirting with Disaster)
    - Barbara Hershey pour le rôle de Madame Serena Merle dans Portrait de femme (The Portrait of a Lady)
    - Allison Janney pour le rôle d'Ann dans À table (Big Night)
    - Marianne Jean-Baptiste pour le rôle de Hortense Cumberbatch dans Secrets et mensonges (Secrets & Lies)
    - Kristin Scott Thomas pour le rôle de Matty Crompton dans Des anges et des insectes (Angels & Insects)
    - Meryl Streep pour le rôle de Lee dans Simples Secrets (Marvin's Room)
- 1998 : Joan Cusack pour le rôle de Marcella dans Tueurs à gages (Grosse Pointe Blank) et pour le rôle d'Emily Montgomery dans In and Out
  - Janeane Garofalo pour le rôle de Heather Mooney dans Romy et Michelle, 10 ans après (Romy and Michele's High School Reunion)
  - Phyllida Law pour le rôle d'Elspeth dans L'Invitée de l'hiver (The Winter Guest)
  - Julianne Moore pour le rôle d'Amber Waves dans Boogie Nights et pour le rôle de Mia dans Back Home (The Myth of Fingerprints)
  - Christina Ricci pour le rôle de Wendy Hood dans Ice Storm (The Ice Storm)
  - Maggie Smith pour le rôle de la tante Lavinia Penniman dans Washington Square
- 1999 : Lisa Kudrow pour le rôle de Lucia DeLury dans Sexe et autres complications (The Opposite of Sex)
  - Joan Allen pour le rôle de Betty Parker dans Pleasantville
  - Kathy Bates pour le rôle de Libby Holden dans Primary Colors
  - Patricia Clarkson pour le rôle de Greta dans High Art
  - Judi Dench pour le rôle de la reine Élisabeth Ire d'Angleterre dans Shakespeare in Love
  - Lynn Redgrave pour le rôle de Hanna dans Ni dieux ni démons (Gods and Monsters)

### Années 2000
- 2000 : Catherine Keener pour le rôle de Maxine Lund dans Dans la peau de John Malkovich (Being John Malkovich)
  - Cate Blanchett pour le rôle de Lady Gertrude Chiltern dans Un mari idéal (An Ideal Husband) et pour le rôle de Meredith Logue dans Le Talentueux Mr Ripley (The Talented Mr. Ripley)
  - Toni Collette pour le rôle de Lynn Sear dans Sixième Sens (The Sixth Sense)
  - Joan Cusack pour le rôle de Cheryl Lang dans Arlington Road et pour le rôle de Peggy Flemming dans Just Married (ou presque) (Runaway Bride)
  - Cameron Diaz pour le rôle de Lotte Schwartz dans Dans la peau de John Malkovich (Being John Malkovich)
  - Cherry Jones pour le rôle de Hallie Flanagan dans Broadway, 39e rue (Cradle Will Rock)
  - Chloë Sevigny pour le rôle de Lana Tisdel dans Boys Don't Cry
  - Sissy Spacek pour le rôle de Rose Straight dans Une histoire vraie (The Straight Story)
- 2001 : Nadia Litz (en) pour le rôle de Rachel Seraph dans Les Cinq Sens (The Five Senses)
  - Jennifer Connelly pour le rôle de Marion Silver dans Requiem for a Dream
  - Candace Evanofski pour le rôle de Nasia dans George Washington
  - Siobhan Fallon Hogan pour le rôle de Brenda dans Dancer in the Dark
  - Madeline Kahn pour le rôle d'Alice Gold dans Babylon, USA (Judy Berlin)
  - Elaine May pour le rôle de May dans Escrocs mais pas trop (Small Time Crooks)
  - Samantha Morton pour le rôle de Hattie dans Accords et Désaccords (Sweet and Lowdown)
  - Lupe Ontiveros pour le rôle de Beverly Franco dans Chuck & Buck
  - Antonia San Juan pour le rôle d'Agrado dans Tout sur ma mère (Todo sobre mi madre)
- 2002 : (ex æquo)
  - Scarlett Johansson pour le rôle de Rebecca dans Ghost World
  - Amanda Redman pour le rôle de Deedee Dove dans Sexy Beast
    - Jane Adams pour le rôle de Clair Forsyth dans The Anniversary Party
    - Cate Blanchett pour le rôle de Lola dans Les Larmes d'un homme (The Man Who Cried)
    - Carrie-Anne Moss pour le rôle de Natalie dans Memento
    - Sarah Polley pour le rôle de Hope Burn dans Rédemption (The Claim)
    - Marisa Tomei pour le rôle de Natalie Strout dans In the Bedroom
- 2003 : (ex æquo)
  - Patricia Clarkson pour le rôle d'Eleanor Fine dans Loin du paradis (Far from Heaven)
  - Emily Mortimer pour le rôle d'Elizabeth Marks dans Lovely & Amazing
    - Ronit Elkabetz pour le rôle de Judith dans Mariage tardif (חתונה מאוחרת)
    - Edie Falco pour le rôle de Marly Temple dans Sunshine State
    - Isabelle Huppert pour le rôle d'Augustine dans 8 femmes
    - Helen Mirren pour le rôle de Mrs. Wilson dans Gosford Park
    - Bebe Neuwirth pour le rôle de Diane Lodder dans Séduction en mode mineur (Tadpole)
    - Julianne Nicholson pour le rôle de Ella Smalley dans Tully
    - Sarah Peirse pour le rôle de Kate dans Rain
- 2004 : Patricia Clarkson pour le rôle d'Olivia Harris dans The Station Agent
  - Patricia Clarkson pour le rôle de Joy Burns dans Pieces of April
  - Hope Davis pour le rôle de Joyce Brabner dans American Splendor
  - Olympia Dukakis pour le rôle de Lila dans The Event
  - Anna Kendrick pour le rôle de Fritzi Wagner dans Camp
  - Miranda Richardson pour le rôle d'Yvonne / Mrs. Cleg dans Spider
  - Ludivine Sagnier pour le rôle de Julie dans Swimming Pool
  - Paprika Steen pour le rôle de Marie dans Open Hearts (Elsker dig for evigt)
- 2005 : Virginia Madsen pour le rôle de Maya Randall dans Sideways
  - Cate Blanchett pour le rôle de Cate / Shelly dans Coffee and Cigarettes
  - Shirley Henderson pour le rôle d'Alice dans Wilbur (Wilbur Wants to Kill Himself)
  - Rie Miyazawa pour le rôle de Tomoe Iinuma dans Le Samouraï du crépuscule (たそがれ清兵衛)
  - Fenella Woolgar pour le rôle d'Agatha Runcible dans Bright Young Things
- 2006 : Catherine Keener pour le rôle de Harper Lee dans Truman Capote (Capote)
  - Corinna Harfouch pour le rôle de Magda Goebbels dans La Chute (Der Untergang)
  - Sandra Oh pour le rôle de Carol French dans Wilby Wonderful
  - Robin Wright Penn pour le rôle de Diana dans Nine Lives
  - Yeom Jeong-a pour le rôle d'Eun-joo dans Deux sœurs (장화, 홍련)
  - Zhang Ziyi pour le rôle de Bai Ling dans 2046
- 2007 : Carmen Maura pour le rôle d'Irene dans Volver
  - Charlotte Gainsbourg pour le rôle de Stéphanie dans La Science des rêves
  - Catherine O'Hara pour le rôle de Marilyn Hack dans For Your Consideration
  - Zoe Weizenbaum pour le rôle de Malee Chuang dans 12 and Holding
  - Grace Zabriskie pour le rôle du visiteur no 1 dans Inland Empire
- 2008 : Cate Blanchett pour le rôle de Jude Quinn dans I'm Not There
  - Bae Doona pour le rôle de Son dans Linda Linda Linda (リンダ リンダ リンダ)
  - Allison Janney pour le rôle de Bren MacGuff dans Juno
  - Margo Martindale pour le rôle de Carol dans Paris, je t'aime
  - Aurora Quattrocchi pour le rôle de Fortunata Mancuso dans Golden Door (Nuovomondo)
  - Adrienne Shelly pour le rôle de Dawn dans Waitress
- 2009 : Elsa Zylberstein pour le rôle de Léa dans Il y a longtemps que je t'aime
  - Hiam Abbass pour le rôle de Mouna Khalil dans The Visitor
  - Penélope Cruz pour le rôle de María Elena dans Vicky Cristina Barcelona
  - Ronit Elkabetz pour le rôle de Dina dans La Visite de la fanfare (ביקור התזמורת)
  - Nadia Litz (en) pour le rôle de Susan dans Monkey Warfare
  - Ann Savage pour le rôle de la mère dans Winnipeg mon amour (My Winnipeg)

### Années 2010
- 2010 : Mo'Nique pour le rôle de Mary Lee Johnston dans Precious (Precious: Based on the Novel "Push" by Sapphire)
  - Alycia Delmore pour le rôle d'Anna dans Humpday
  - Rinko Kikuchi pour le rôle de Bang Bang dans Une arnaque presque parfaite (The Brothers Bloom)
  - Julianne Moore pour le rôle de Charley dans A Single Man
  - Ursula Strauss pour le rôle de Susanne dans Revanche
- 2011 : Jacki Weaver pour le rôle de Janine 'Smurf' Cody dans Animal Kingdom
  - Dale Dickey pour le rôle de Chantale Lemming dans Winter's Bone
  - Sissy Spacek pour le rôle de Mia Williams dans Le Grand Jour (Get Low)
  - Kierston Wareing pour le rôle de Ree Dolly dans Fish Tank
  - Dianne Wiest pour le rôle de Thea Barfoed dans Rabbit Hole
- 2012 : Lesley Manville pour le rôle de Mary dans Another Year
  - Frances Fisher pour le rôle de Lily dans Janie Jones
  - Melissa Leo pour le rôle de Sarah dans Red State
  - Kristin Scott Thomas pour le rôle de Christine Rivière dans Crime d'amour
  - Kim Wayans pour le rôle d'Audrey dans Pariah
  - Shailene Woodley pour le rôle d'Alexandra King dans The Descendants
- 2013 : Amy Adams pour le rôle de Mary Sue Dodd dans The Master
  - Moon Bloodgood pour le rôle de Vera dans The Sessions
  - Rosemarie DeWitt pour le rôle de Hannah dans Ma meilleure amie, sa sœur et moi
  - Edith Scob pour le rôle de Céline dans Holy Motors
  - Jacki Weaver pour le rôle de Dolores Solitano dans Happiness Therapy (Silver Linings Playbook)